# Opatrzność (film)
Opatrzność (fr. Providence) – francusko-szwajcarski dramat filmowy z 1977 roku w reżyserii Alaina Resnais’go.

## Fabuła
Film ukazuje proces powstawania prawdopodobnie ostatniej już powieści w karierze 78-letniego pisarza. Zbolały i zgorzkniały, poświęca on całą burzliwą noc na przywoływanie wspomnień ze swego życia rodzinnego. Gdy następnego dnia w willi pisarza, zwanej "Opatrznością", zjawiają się jego dwaj synowie, okazuje się, że nie wszystkie powieściowe opisy mają pokrycie w rzeczywistości.

## Obsada
- Dirk Bogarde – Claude Langham
- John Gielgud – Clive Langhman
- Ellen Burstyn – Sonia Langhman
- David Warner – Kevin Woodford
- Denis Lawson – Dave Woodford
- Elaine Stritch – Molly Langham / Helen Wiener
- Tanya Lopert – panna Lister
- Kathryn Leigh Scott – panna Boon
- Cyril Luckham – dr Mark Edington
- Milo Sperber – pan Jenner
- Peter Arne – Nils
- Anna Wing – Karen[2]

## Produkcja
Zdjęcia kręcono na terenie trzech krajów:
- Francji (zamek Montméry w Ambazac, w departamencie Haute-Vienne);
- Belgii (Bruksela, Antwerpia);
- USA (Providence w stanie Rhode Island)[3][4].

## Nagrody i nominacje
Międzynarodowy Festiwal Filmowy w Valladolid (1977):
- Złoty Kłos (Alain Resnais)

Nagrody Stowarzyszenia Nowojorskich Krytyków Filmowych (1977):
- Najlepszy aktor pierwszoplanowy (John Gielgud)

Cezar (1978):
- najlepszy film
- najlepsza reżyseria (Alain Resnais)
- najlepszy scenariusz (David Mercer)
- najlepsza muzyka (Miklós Rózsa)
- najlepsza scenografia (Jacques Saulnier)
- najlepszy montaż (Albert Jurgenson)
- najlepszy dźwięk (Jacques Maumont i René Magnol)
  - nominacja za najlepsze zdjęcia (Ricardo Aronovich)